# Гей-стріт (Манхеттен)
Гей-стріт (англ. Gay Street) — це коротка кутова вулиця, яка відмежовує один квартал Грінвіч-Віллидж у боро Нью-Йорка на Мангеттені. Хоча вулиця є частиною Національного пам’ятника Стоунвол (національний пам’ятник США, присвячений руху за права ЛГБТ), її назва, ймовірно, походить від сім’ї на ім’я Гей, яка володіла землею або жила там у колоніальні часи. 
Газета від 11 травня 1775 року містила рекламне оголошення, в якому «Р. Гей», що жив в Бауері, пропонував на продаж мерина.
Оскільки колись вона була надто вузькою, щоб бути повноцінною вулицею, у 1833 році мерія Нью-Йорка розширила її. У результаті федеральні будинки 1826-1833 років вишикуються на західній стороні вулиці, а на східній стороні, після перерви, спричиненої панікою 1837 року, будинки з 1844 по 1860 рік із залишками грецького Відродження в дверях і віконних отворах.